# Paul Néis
Paul Marie Néis (Quimper, 28 février 1852 - Nice, 4 mars 1907) est un médecin et explorateur français.

## Biographie
Il fait ses études à l’École de médecine navale de Brest et est envoyé comme médecin de marine en Cochinchine en 1879. Dès 1880, il rend visite aux Moïs des montagnes du sud de l'Annam.

### Mission Néis (1881-1882)
En 1881, il explore le grand plateau s'étendant au nord-est de Saïgon et atteint les sources du Donnaï. Il établit durant ces voyages des cartes et des observations anthropologiques et ethnographiques. 
Chargé par le ministère de l'Instruction publique en décembre 1882 d'une mission d'exploration dans les régions comprises entre le Haut-Laos et le Tonkin, il remonte sur une canonnière puis sur une pirogue le Mékong jusqu'à Bassac (15 janvier 1883), explore la vallée du Nam Chan et le plateau des Phoueuns (plateau de Xiangkhoang), séjourne à Nong Khai, visite les ruines de Vientiane et le 8 juin arrive à Luang Prabang où il honore la mémoire d'Henri Mouhot. 
À la recherche d'une route vers le Tonkin, il explore la vallée du Nam Khan (en) et de son affluent le Nam-Sé, y étudie les Khas avant de revenir à Luang Prabang. Il repart par la vallée du Nam Ou signalée comme issue possible par Doudart de Lagrée et remonte la rivière jusqu'à Khoua (vi) aux prix de grandes difficultés qu'il est le premier Européen à atteindre. Observant que la vallée prend la direction de la Chine et non du Tonkin, il décide de faire demi-tour (novembre-décembre 1883) mais en passant par le Siam. 
Par Chiang Khong et Xieng-Haï, il atteint Xieng-Maï puis descend la vallée du Ping et de la Ménam jusqu'à Ayutthaya et Bangkok où il entre le 27 avril 1884. Il visite alors les ruines d'Angkor et est de retour à Saïgon le 1er juin. 
Fait Chevalier de la Légion d'honneur le 28 décembre 1884, membre de la commission de délimitation des frontières entre la Chine et le Tonkin (juin 1885), il travaille entre Đồng Đăng et That-Ké et remonte le fleuve Rouge et ses affluents (mai 1886). La frontière est ainsi tracée entre Lao Cai et Móng Cái ainsi que chez les Muongs le long du Nam-Ti, mais plusieurs officiers typographes étant agressés, les opérations cessent en décembre 1886. 
Néis rentre en France en juillet 1887 en passant par le Canada et reçoit en 1885 pour ses travaux géographiques et ethnographiques, la médaille d'or de la Société de géographie de Paris. 
Médecin sanitaire à Smyrne, il meurt en 1907 à l'hôpital militaire de Nice.

## Publications
- Explorations chez les sauvages de l'Indo-Chine à l'est du Mékong, Bulletin de la Société de géographie, 1883, p. 481
- Voyage au Laos, Bulletin de la Société de géographie, 1885, p. 372-393
- Voyage dans le Haut-Laos, Le Tour du monde, vol. II, 1885, p. 1-80
- Sur les frontières du Tonkin, Le Tour du monde, vol. I, 1888, p. 321-416
- Voyage d'exploration en Indo-Chine, dans le Haut Laos et le royaume de Siam, Bulletin de la Société de géographie commerciale de Bordeaux, 1885